# Zete
Zete (in greco antico: Ζήτης?, Zḕtēs) è un personaggio della mitologia greca, figlio di Borea e di Orizia.

## Mitologia
Zete fu uno degli Argonauti e partecipò con Giasone alla ricerca del vello d'oro. Insieme al fratello Calaide, Zete scacciò le Arpie dalla tavola di Fineo, figlio di Agenore, e le inseguì fino alle isole Etole. Lì Iride, messaggera di Zeus, li avvertì di fermarsi nel loro inseguimento. Entrambi avevano ali ai piedi e una lunga capigliatura.
Anni dopo la spedizione i due giovani vennero sorpresi in un agguato da Eracle, che li bastonò a morte con la sua clava volendo vendicarsi per il loro rifiuto di proseguire le ricerche sulla scomparsa di Ila; il figlio di Zeus, però, si pentì subito di ciò che aveva fatto e seppellì personalmente i corpi, erigendo in loro onore una stele funeraria.